# Vlotternaald

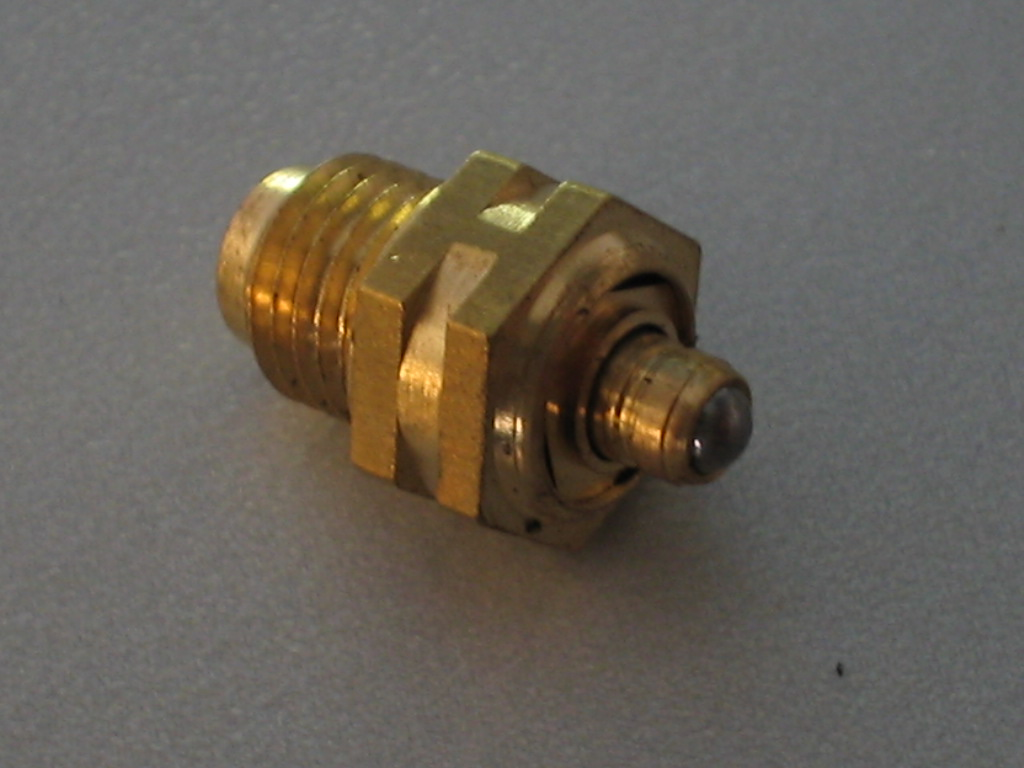
Vlotternaald voor de regeling van de benzinetoevoer bij carburateurs

Een vlotternaald is een onderdeel van een carburateur. Het onderdeel is een soort sproeier die kan worden afgesloten door een precies passende, beweegbare naald. De naald wordt bewogen via een lip op de vlotter. De vlotter drijft in de brandstof (benzine) in de vlotterkamer.
De vlotternaald-opening is vrij wanneer er geen brandstof in het vlotterhuis aanwezig is. In die situatie zal de door de brandstofpomp aangeleverde brandstof vrij de vlotterkamer binnenstromen. Met het stijgen van het brandstofniveau, zal via het lipje van de vlotter de naald omhoog bewegen en hierdoor zal de benzinetoevoer verkleinen of zelfs stoppen. Op deze wijze wordt een constant brandstofniveau in de vlotterkamer verkregen.